# Adnalı (Cəlilabad)
Adnalı è un comune dell'Azerbaigian situato nel distretto di Cəlilabad. Conta una popolazione di 1 930 abitanti.